# Between Two Steps
Between Two Steps is de zesde uitgave van de Nederlandse symfonische rockband Knight Area, uitgebracht in 2013. Het is een EP, waarop 5 tracks staan. Twee daarvan (Forever Now en Dreamweaver) zijn opnieuw opgenomen nummers van eerdere Knight Area albums. De band bracht de EP uit als opmaat naar het vijfde studio-album Hyperdrive, dat eind 2014 werd uitgegeven. Between Two Steps is de eerste release van Knight Area waarop Mark Bogert en Peter Vink zijn te horen. 

## Musici
- Mark Smit – zang
- Gerben Klazinga – toetsinstrumenten
- Mark Bogert – gitaar
- Peter Vink – basgitaar, baspedalen
- Pieter van Hoorn – drumkit

## Tracklist
De muziek is geschreven door Klazinga. De teksten zijn geschreven door Mark Smit met uitzondering van "Forever Now" en "Dreamwaever" (Jankees Braam).

| Nr. | Titel       | Duur |
| --- | ----------- | ---- |
| 1.  | Bubble      | 5:01 |
| 2.  | Forever Now | 4:20 |
| 3.  | This Day    | 4:44 |
| 4.  | Dreamweaver | 7:22 |
| 5.  | Xerenity    | 2:11 |